# Campoplex gallicator
Campoplex gallicator är en stekelart som beskrevs av Aubert 1960. Campoplex gallicator ingår i släktet Campoplex och familjen brokparasitsteklar. Inga underarter finns listade.